# Temnoripais lasti
Temnoripais là một chi bướm đêm thuộc họ Sphingidae, consisting of one species, Temnoripais lasti, được tìm thấy ở Madagascar.